# Генуезька фортеця у місті Судак (срібна монета)
«Генуе́зька форте́ця у мі́сті Суда́к» — пам'ятна срібна монета номіналом 10 гривень, випущена Національним банком України, присвячена Генуезькій фортеці, визначній середньовічній фортифікаційній споруді XIV—XV ст. у колишній столиці Солдайського консульства м. Генуї в Криму — Судаку. Величезні мури і башти фортеці будувалися протягом майже 100 років і належать до найцікавіших пам'яток архітектури світового значення.
Монету введено в обіг 30 травня 2003 року. Вона належить до серії «Пам'ятки архітектури України».

## Опис монети та характеристики
| Номінал грн. | Метал            | Маса, г      | Діаметр, мм | Якість виготовлення | Гурт     | Тираж, штук |
| ------------ | ---------------- | ------------ | ----------- | ------------------- | -------- | ----------- |
| 10           | срібло 925 проби | 31,1 / 33,62 | 38,6        | пруф                | рифлений | 3 000       |

### Аверс
На аверсі монети зображено план-схему фортеці, у центрі якої на тлі стилізованого орнаменту розміщено напис у два рядки «10 ГРИВЕНЬ», по боках — фігури воїна з арбалетом (праворуч) та виноградаря (ліворуч); праворуч — малий Державний Герб України та написи: «УКРАЇНА» (угорі), «2003» (ліворуч), а також унизу позначення металу та його проби — «Ag 925», ваги в чистоті — «31,1», логотип Монетного двору Національного банку України.

### Реверс

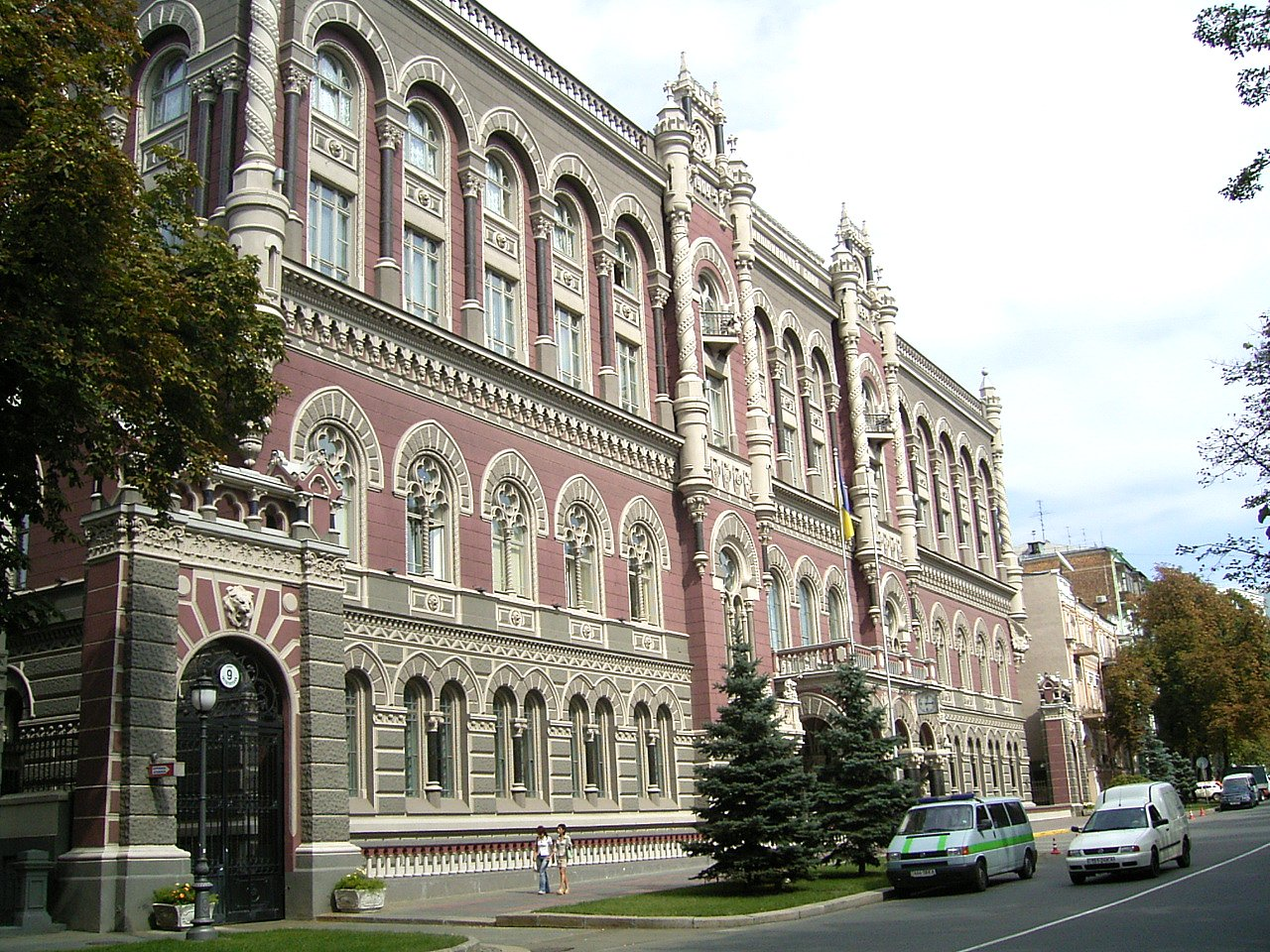
Будівля Національного банку України

На реверсі монети зображено фортецю, на тлі якої унизу розміщено дати — «XIV–XV ст.», між якими — геральдична дошка з гербами (дожа Генуї, Генуезької республіки та консула), що прикрашає одну з башт фортеці. Ліворуч від фортеці зображено торговельне судно та кругові написи: «СУДАК» (угорі ліворуч) та «ГЕНУЕЗЬКА ФОРТЕЦЯ» (унизу).

## Автори
- Художник — Корень Лариса.
- Скульптор — Атаманчук Володимир.

## Вартість монети
Ціна монети — 575 гривень була вказана на сайті Національного банку України в 2013 році.
Фактична приблизна вартість монети з роками змінювалася так:
| Рік        | 2010  | 2011  | 2012  | 2013  | 2014  | 2015  | 2016  | 2017  | 2018  | 2019  | 2020  | 2021  | 2022  | 2023  | 2024  | 2025  |
| ---------- | ----- | ----- | ----- | ----- | ----- | ----- | ----- | ----- | ----- | ----- | ----- | ----- | ----- | ----- | ----- | ----- |
| Ціна, грн. | 1 500 | 1 500 | 1 500 | 1 500 | 1 000 | 1 030 | 2 700 | 2 900 | 2 900 | 2 500 | 2 200 | 2 500 | 2 700 | 3 500 | 4 700 | 4 900 |